# هيرنان داريو مونيوث
هيرنان داريو مونيوث (بالإسبانية: Hernán Darío Muñoz)‏ هو دراج كولومبي، ولد في 5 يناير 1973 في ريونيغرو في كولومبيا.

## وصلات خارجية
- هيرنان داريو مونيوث على موقع الاتحاد الدولي للدراجات (الإنجليزية)
- هيرنان داريو مونيوث على موقع أرشيف الدراجات (الإنجليزية)
- هيرنان داريو مونيوث على موقع إحصائيات الدراجات الإحترافية (الإنجليزية)
- هيرنان داريو مونيوث على موقع نسبة الدراجات (الإنجليزية)